# Relações entre Cuba e Vietnã
As relações entre Cuba e Vietnã são as relações internacionais entre os dois países. As relações são baseadas em comércio, créditos e investimentos que aumentaram significativamente desde a década de 1990 e em crenças ideológicas compartilhadas - ambos são Estados socialistas. As relações diplomáticas entre a Cuba pós-revolucionária e a República Democrática do Vietnã foram estabelecidas em 12 de dezembro de 1960. Desde então, o Vietnã se tornou o segundo maior parceiro comercial de Cuba na Ásia, ficando atrás apenas da China.

## Status
De acordo com Rodrigo Malmierca Díaz, Ministro do Comércio Exterior e Investimento Estrangeiro de Cuba, as relações bilaterais de Cuba com o Vietnã têm o compromisso de consolidar "o relacionamento especial, a amizade leal e a cooperação abrangente com o Vietnã, governos e povos".[2] Díaz, que também é Presidente do Subcomitê de Cooperação Cuba-Vietnã, disse que o objetivo de ambas as nações é fazer com que a cooperação econômica se equipare ao relacionamento político. Trịnh Đình Dũng, Ministro da Construção e Chefe do Subcomitê de Cooperação Vietnã-Cuba, disse que o Vietnã faria o possível para promover a cooperação bilateral "em economia, comércio, cultura, educação e ciência e tecnologia, conforme esperado por ambas as partes e povos".
Durante sua visita de cinco dias a Cuba, Nguyễn Phú Trọng chefiou uma delegação composta por autoridades de alto escalão como Phạm Quang Nghị, Nguyễn Thiện Nhân e Phạm Bình Minh, entre outros. Durante sua visita, Nguyễn Phú Trọng recebeu a Ordem de José Marti, a mais alta distinção concedida pelo Conselho de Estado cubano. Antes de partir, Nguyễn Phú Trọng disse que o Vietnã doaria 5.000 toneladas de arroz em nome do povo vietnamita para Cuba. A delegação foi enviada por José Ramón Balaguer, membro do Secretariado do Partido Comunista de Cuba, no Aeroporto Internacional José Martí. Após a visita de Nguyễn Phú Trọng a Cuba, Victor Gaute Lopez, membro do Secretariado, disse que Cuba e Vietnã trabalhariam lado a lado em seu objetivo de construir uma sociedade socialista. Após a visita de Raúl Castro em julho de 2012, diz-se que as relações entre Cuba e Vietnã entraram em uma nova fase. De acordo com Castro, o "povo cubano estará sempre ao lado de seus pares vietnamitas para nutrir a irmandade entre as duas nações, para que ela continue a crescer e florescer. Acredito que esse seja o desejo de ambos os povos". Nguyễn Phú Trọng compartilhou seus sentimentos e disse: "A visita [de Castro] promove um novo desenvolvimento nas relações entre as duas partes e governos, e a realização de acordos e declarações conjuntos assinados recentemente. O Vietnã se comprometeu a promover medidas econômicas e comerciais que correspondam às novas circunstâncias e interesses de cada país." Nguyễn Sinh Hùng, presidente da Assembleia Nacional do Vietnã, pediu uma cooperação mais direta com Cuba após a visita de Castro e criou o Grupo Parlamentar de Amizade Vietnã-Cuba para "levar os laços bilaterais entre os dois órgãos legislativos a um novo patamar".

## Comércio
O Vietnã é um aliado político e econômico de Cuba, e o comércio bilateral consiste principalmente de arroz, têxteis, calçados, computadores, eletrônicos, madeira e café. O comércio bilateral entre os países foi registrado em cerca de US$ 200 milhões de dólares americanos por ano. Durante sua visita ao Vietnã em outubro de 2012, Marino Murillo, vice-presidente do Conselho de Ministros de Cuba, expressou a esperança de que o Vietnã apoiaria Cuba no desenvolvimento agrícola, enfatizando o cultivo de alimentos e culturas industriais.
Em novembro de 2018, o presidente de Cuba, Miguel Díaz-Canel, visitou o Vietnã como parte de sua primeira viagem internacional após assumir o cargo e se reuniu com seu colega vietnamita Nguyễn Phú Trọng. Foram assinados acordos comerciais e financeiros entre os dois países com a intenção de impulsionar o intercâmbio bilateral.

## Defesa
Joaquin Quintas Sola, vice-ministro das Forças Armadas Revolucionárias, visitou Hanói em 18 de setembro de 2012 e se reuniu pessoalmente com Nguyễn Tấn Dũng, primeiro-ministro do Vietnã. O governo vietnamita declarou que desejava que a cooperação no campo da cooperação nacional, com ênfase em tecnologia militar, construção de exército e treinamento de oficiais, aumentasse.

## Atualização do modelo cubano
Nos últimos anos, sob o governo de Raúl Castro, o Partido Comunista de Cuba tentou atualizar o modelo socialista cubano introduzindo a propriedade privada e o empreendedorismo. Nguyễn Phú Trọng, Secretário Geral do Comitê Central do Partido Comunista do Vietnã, visitou a capital cubana, Havana, em abril de 2012, enquanto Raúl Castro visitou o Vietnã em julho do mesmo ano. Durante sua visita ao Vietnã, Castro disse a Trương Tấn Sang que era uma grande honra poder visitar o Vietnã novamente. Em junho de 2017, Esteban Lazo Hernández, Presidente da Assembleia Nacional do Poder Popular, para discutir o fortalecimento da cooperação econômica.
Marino Murillo, vice-presidente de Cuba e responsável pela implementação das reformas econômicas cubanas, visitou o Vietnã em outubro de 2012. Durante sua visita, Murillo reuniu-se com o Secretário Geral Nguyễn Phú Trọng, e com outras autoridades de alto escalão, como Nguyen Van Dua, Secretário Adjunto do Comitê do Partido da Cidade de Ho Chi Minh, e Nguyễn Xuân Phúc, Vice-Primeiro Ministro. O objetivo da visita era aprender com a experiência de reforma vietnamita e com a economia de mercado de orientação socialista em geral. Em particular, Murillo estava interessado em saber como estabelecer empresas de responsabilidade limitada com um único membro e aprender com a experiência da Cidade de Ho Chi Minh em acelerar a transformação de empresas estatais em empresas públicas limitadas.